# Нарек Багдасарян
Нарек Дживанович Багдасарян (арм. Նարեկ Բաղդասարյան; 15 мая 1990 года, р. Армения, г. Берд) — армянский актёр

## Биография[1][2][3][4]
С 1997 по 2005 годы учился в Бердской 3-й средней школе, с 2005—2007 в Бердском государственном колледже. С 2007 по 2011 год учился в Ереванском государственном институте театра и кино на актерском факультете, в мастерской Соса Саркисяна. В 2011—2013 годы служил в Вооруженных силах РА.

## Рабочая деятельность
С 2009 по 2018 годы работал в Ереванском государственном камерно-музыкальном театре, а с 2010 года — в театре Амазгаин имени Соса Саркисяна в качестве актера. Он также работал в качестве приглашенного актёра в Театре кукол им. Ованнеса Туманяна, в театре им. Генриха Маляна и в Театральной группе Агора. Сыграл в спектаклях — «Жан-Жак Руссо» (Людовик), «Моцарт и Сальери» (Моцарт) А. Пушкина, «Лучший дом» Р. Марухяна (Давид), М. Булгаков «Иван Васильевич» (Жорж Милославский), Ов. Туманян «Давид Сасунский» (Давид Сасунский) Г.Бюхнер «Войцек» (Доктор),Грант Матевосян «Вокзал» (Арайик), Уильям Сароян «Один кубок доброты» (Оуэн Уэбстер), «Бедный Питер» С. Саргсяна (Автор), «Проблема хлеба» П. Прошян , «Гамлет» В. Шекспира (клоун, актёр), «Лю Бёф» Д. Хармса, «Артавазд Шидар» (Гисак) Г.Ханджяна, «Иона» (Иона), «Дилемма» (танцевальная фантазия), «Путь вашей жизни» Уильям Сароян (Дадли), «Гамлета machine» У. Шекспир, Х. Мюллера («Гамлет»), «Санта-Круз» (Педро) М. Фриша, "Не достаточно ли любви ?"Ж.Помра, «Минус два» (Эрик) С.Беншетри, " Азнавур " (Азнавур), «Пышка» Ги де Мопасана (Корнюде) и т. д. В 2018 году был удостоен премии « Артавазд» («Лучший молодой актёр года,Гамлет machine»). Гастролировал в США, Ливане, Эстонии и России. Принимал участие в ряде международных театральных фестивалей в Ереване, Москве, Владимире, Кишинёве, Санкт-Петербурге, Друскининке, Висагинасе (Литва), на Кипре, в Нью-Йорке, Париже, получив высокую оценку международных театральных деятелей и зрителей.
В 2018 году со спектаклем «Гамлет машина» (реж. Артур Макарян) принял участие на международном театральном фестивалье «United solo» ,который является крупнейшим фестивальем моноспектаклей, впервые представив Армению на бродвейской сцене.

## Фестивали
- 2017 Мельпомена Таврии (Херсон, Украина) — Лю Бёф
- 2017 Встречи в России (Санкт-Петербург, Россия) — Иона
- 2018 Арммоно (Ереван, Армения) Гамлет machine
- 2018 У Золотых ворот (Владимир, Россия) Гамлет machine
- 2018 United solo (Нью-Йорк, США) Гамлет machine
- 2018 Atspyndis (Висагинас, Литва) Гамлет machine
- 2018 Молдфест (Кишинёв, Молдова) Гамлет machine
- 2018 Sankryza (Друскининкай, Литва) Лю Бёф
- 2019 Театр. Территория единения (Владимир, Россия) Лю Бёф
- 2019 MigrActions[1] (Paris, France) Гамлет machine
- 2019 Вдохновение (Москва, Россия) Лю Бёф
- 2019 Пять вечеров на Кипре (Никосия, Кипр) Лю Бёф